# Bernhard Rosenmöller
Bernhard Rosenmöller (* 17. April 1883 in Hamburg; † 19. März 1974 in Münster) war ein deutscher Pädagoge und römisch-katholischer Philosoph.

## Leben
Die Familie zog in die Niederlande nach Haarlem um. Rosenmöller wollte Priester werden, doch geriet er in den Antimodernistenstreit und wurde aus der Ausbildung ausgeschlossen. Nach vierjährigem Studium der Theologie, Geschichte und Alten Sprachen am Groot Seminarie Warmond besuchte er von 1906 bis 1909 die Universität Freiburg und holte im Anschluss 1910 in Hameln das deutsche Abitur als Externer nach. 1914 promovierte er an der Universität Münster über ein historisches Thema aus der Zeit Friedrichs des Großen. Die Dissertation Seehandlung und Bank unter Schulenburg-Kehnerts Leitung bildet die Abschnitte 15 und 17 seines späteren Buches Schulenburg-Kehnert unter Friedrich dem Grossen. Im gleichen Jahr wurde er Deutscher und 1915 gleich eingezogen. 1916 schied er schwer verwundet als Soldat aus und unterrichtete in Münster als Lateinlehrer. Von 1920 bis 1933 leitete er den Katholischen Akademikerverband in Münster. 1925 lernte er den Protestanten Karl Barth kennen und leitete erste ökumenische Begegnungen ein.
1923 habilitierte er sich bei Max Ettlinger in Münster über Bonaventura. Auch seit 1923 leitete er das Institut für wissenschaftliche Pädagogik. 1931 wurde er apl. Professor für Philosophie in Münster und begründete die Salzburger Hochschulwochen mit. Doch wurde nicht er Nachfolger Ettlingers, sondern Peter Wust.
Ende 1931 wurde er als Professor für Philosophie an die Staatliche Akademie in Braunsberg in Ostpreußen berufen.
1937 wurde Rosenmöller an die Universität Breslau als Ordinarius an der Philosophischen Fakultät berufen. 1944 wurde er rechtswidrig an die Theologische Fakultät versetzt. Aus Breslau floh er nach Borken. Seine Deutung des Nationalsozialismus sah diesen vor allem als Abfall von Gott.
1946 wurde er als Gründungsrektor an die Pädagogische Akademie Paderborn gerufen. Auch wegen organisatorischer Unzulänglichkeiten verließ er sie wieder 1949 und lehrte weiter als Honorarprofessor an der Universität Münster. Seine Zeit als Paderborner Rektor war von der Durchsetzung eines konfessionellen, traditionellen Verständnisses von akademischer Bildung geprägt. In Münster wurde er 1959 emeritiert.

## Schriften
- Religionsphilosophie, Münster 1932, 2. Aufl. 1939
- Metaphysik der Seele, Münster 1947

## Einzelbelege
1. ↑  akademisacher Lebenslauf als Anhang der Dissertation (archive.org).
2. ↑  Sigrid Blömeke. Zur Strukturlogik der Lehrerausbildung. Eine historisch-systematische Untersuchung am Beispiel der Pädagogischen Akademie Paderborn, abgerufen am 30. April 2021.

| Personendaten    | Personendaten                                 |
| ---------------- | --------------------------------------------- |
| NAME             | Rosenmöller, Bernhard                         |
| ALTERNATIVNAMEN  | Rosenmoeller, Bernhard                        |
| KURZBESCHREIBUNG | deutscher Pädagoge und katholischer Philosoph |
| GEBURTSDATUM     | 17. April 1883                                |
| GEBURTSORT       | Hamburg                                       |
| STERBEDATUM      | 19. März 1974                                 |
| STERBEORT        | Münster                                       |